# Parabellum (banda vasca)
Parabellum es un grupo de música punk rock procedente de Baracaldo, País Vasco.

## Historia
Parabellum es una banda de punk rock  que se formó en 1983 en Baracaldo (Vizcaya). En su época de más actividad estuvo compuesta por Juan Carlos Lera, Josu Korkostegi, Lino Prieto y Txetxu Martínez.
Los primeros en ser parte de la banda baracaldesa Java: Josu (batería), Juanan (guitarra) y Txisko (bajo). Este nuevo nombre lo propone Txisko. Tras ofrecer algunos conciertos, Txisko se marcha a realizar el servicio militar. Ya en 1985, para dar un concierto, Josu y Juanan completan la banda momentáneamente con Juan Carlos Lera (guitarra) y Lino Prieto (bajo), componentes de Atila. En los tiempos del servicio militar no era raro ver a músicos de Baracaldo sustituyendo a compañeros de otros grupos. Poco después de regresar Txisko de la mili entra en la banda Txetxu Martínez y durante un tiempo comparte con Juanan las labores de guitarrista. Enseguida Juanan abandona el grupo y queda la formación de los tiempos del mítico Bunker (local compartido por grupos de la época en la margen izquierda como Distorsión, Yo soy Julio César, Putakaska...). Txisko, Josu y Txetxu ofrecen muchos conciertos en formato trío y graban el disco No hay opción (Discos Suicidas, 1987) de la mano de Txomin (Gólgota Ediciones).
En 1989, Txisko sufre un accidente de tráfico. Para sustituirlo en una inminente gira por Suiza , Juan Carlos Lera se une a la banda como bajista. Tras su convalecencia, Txisko decide no regresar, y poco después, Lino Prieto entra como segunda guitarra. Sin embargo, ambos músicos terminan intercambiando sus instrumentos, consolidando así la nueva formación.
Durante la segunda gira por Suiza se graba Bronka En El Bar (GOR Discos, 1991). Tras la edición de este disco el trabajo del grupo empieza a ser reconocido. Gracias a eso dan más de 50 conciertos al año. Es la época dorada de la banda.
En 1992 graban el videoclip de Envenenado de la mano de Manolo Gil. Consigue un gran éxito de crítica y es seleccionado, junto a vídeos de otras bandas mucho más reconocidas, para la muestra VideoClip92, dentro de los actos de Madrid Capital Europea de la Cultura. Posteriormente este vídeo será emitido íntegramente en la segunda cadena de TVE como apertura del programa que el magazine cultural Metrópolis dedica a la producción de Manolo Gil. 
Hace Falta...? (Gor, 1993) no hace sino encumbrar al grupo, los conciertos se suceden sin descanso. La banda hace su tercera visita a Suiza y el tema La Locura está seis semanas como n.º 1 en el Top Gaztea de Euskadi Gaztea.
Tras otro año y medio sin parar el grupo decide volver a sus planteamientos básicos con el disco Txarriboda (Gor, 1994), trabajo que en un principio no es muy bien acogido por el público pero que tiene temas como La Vela Se Apaga, cantado por Josu y Mamen Rodrigo (Vulpes) y que se convertiría en un himno punk.
Tres años más de conciertos y la banda intenta dar el salto al resto del estado fichando por la discográfica madrileña Zero Records y grabando Adelante Sin Cabeza (Zero Records, 1998). Las críticas de este disco son excelentes tanto por los temas como por el hecho de estar grabado en directo en un teatro sin público. La salida del disco coincide con un momento político poco favorable y se hace difícil la promoción del grupo, lo que lleva a Txetxu y a Lera a desanimarse y a plantear su salida de la banda sin previo aviso en diciembre de 1998.
En lugar de seguir con otros guitarras, Josu y Lino deciden hacer un paréntesis y se dedican a otros proyectos.
En 2003 Lino, Josu y Lera dan otra oportunidad a Parabellum. Txetxu declina incorporarse y es sustituido por Pedro de la Osa (Gris Perla, M.D.H., Bulldozer...). La banda sigue teniendo un directo intenso.
Durante un concierto en las Fiestas del Pilar en Zaragoza en 2004, Lera se siente indispuesto. Está sufriendo un infarto que superará pero que marcará el comienzo de sus problemas de salud.
La banda espacia sus actuaciones durante los años siguientes. En marzo de 2012 ofrecen un concierto en acústico. El 7 de diciembre de 2013 se reúnen para tocar en un concierto benéfico.
El 15 de septiembre de 2014 fallece Juan Carlos Lera (guitarrista) a los 48 años, víctima de un infarto.
El 23 de mayo de 2015, Parabellum ofrece un concierto homenaje a Juan Carlos Lera en un abarrotado Kafé Antzokia de Bilbao. La banda repasa sus temas más conocidos y en cada canción participan, en sustitución de Lera, uno o más músicos del entorno. En este homenaje participan de manera desinteresada Josu, Lino, Pedro y Txisko (Parabellum), Aguayo (Kaotiko), Alberto (Boikot), Alfredo (Barricada-Miss Octubre), Asier (El Hombre del Tiempo), Asier (Porco Bravo), Francis (Doctor Deseo), Gorka y Mikel (Idi Bihotz-Jare), Jimmy (M.C.D.), Josu (Distorsión), Josu (Gris Perla), Mamen Vulpes y Urko (Puro Chile), Nerea (Dr. Maha's Miracle Tonic), Norton (EH Sukarra), Ponyboy (One Man Trio), Sebas Ausentes y Zebu Paniks (Serie Z), Toni Metralla, Iñaki Antón "Uoho" (Platero y Tu-Extremoduro), Vitxo (Vibradores-Shöck) y Xabi (Urtz).
El 27 de noviembre de 2017 Parabellum regresan a los escenarios, con el apoyo de Iñaki Setien como guitarrista, en el marco del III Festival Gasteiz Calling. Desde entonces siguen realizando presentaciones en directo, con la incorporación ocasional del Maestro Aguado a los teclados. En 2019 publican un DVD y CD grabado en directo en Bilbao, La Locura Continúa (El Dromedario Records, 2019), donde cuentan con la colaboración de Dani "El Mudo", Mamen Rodrigo, Toni Metralla y Alén Ayerdi.
Tras el parón mundial de 2020, regresan al trabajo y graban un LP/CD/K7 con temas nuevos, El Grito del Hambre (El Dromedario Records, 2022), que sale a la venta en junio de ese año con producción a cargo de Iñaki Antón "Uoho". Se publican sendos clips de los temas "Arráncame el bozal" y "Demonios en el jardín", ambos realizados por Alex Sanz. Tras las primeras presentaciones de este trabajo, se apuesta por que en los directos Josu se dedique íntegramente a las labores vocales y en el verano de 2022 se incorpora un nuevo miembro al grupo, Natxo Solimo (ex-Rat-Zinger), a la batería, como se puede ver en el clip "Somos un tren vivo", publicado en enero de 2023.

## Miembros

### Formación actual
- Josu Korkostegi - voz y batería.
- Lino Prieto - bajo eléctrico y voces.
- Pedro de la Osa - guitarra y voces.
- Iñaki Setién - guitarra
- Natxo Solimo - batería

## Otros proyectos en los que han participado componentes de Parabellum
- Txisko - Jabi y los RockAdictos.
- Josu - Yo Soy Julio César, Serie Z, Puro Chile, Macarrada, Segismundo Toxicómano.
- Lino - Serie Z, M.C.D., Macarrada, Zein?, Toni Metralla y los Antibalas.
- Pedro - Gris Perla, M.D.H., Bulldozer.
- Lera - La Jaula...
- Txetxu - La Jaula, La Kontra.
- Iñaki - Extremoduro, Ultraligeros.

## Discografía
Álbumes de estudio
- No Hay Opción (1987)
- Bronka En El Bar (1991)
- Hace Falta...? (1993)
- Txarriboda (1994)
- Adelante Sin Cabeza (1998)
- El Grito Del Hambre (2022)

Álbumes en directo
- Un Día Cualquiera (2000)
- La Locura Continúa (2019)

Álbumes recopilatorios
- Envenenado (2002)
- Tributo a Parabellum (2006)

Singles
- Mira Que No Lo Ves (1991)
- Envenenado (1992)
- Dime Tú (1992)
- La Locura (1993)
- La Vela Se Apaga (1995)
- No Lo Pienses Más (1998)
- Kae La Puerta (1998)
- La Vela Se Apaga (Directo Bilbao, Sala Santana 27) (2019)
- La Locura (Directo Bilbao, Sala Santana 27) (2019)
- Arráncame el bozal (2022)
- Demonios en el jardín (2022)